# Campbell Glacier (glaciär i Antarktis, lat -67,78, long 45,70)
Campbell Glacier är en glaciär i Antarktis. Den ligger i Östantarktis. Australien gör anspråk på området. Campbell Glacier ligger 152 meter över havet.
Terrängen runt Campbell Glacier är huvudsakligen kuperad, men norrut är den platt. Trakten är obefolkad. Det finns inga samhällen i närheten. 